# バタラ・クレスナ線
バタラ・クレスナ線（バタラ・クレスナせん、インドネシア語:Kereta api Batara Kresna、ジャワ語：Batara Kresna、ジャワ文字：ꦧꦠꦫꦏ꧀ꦫꦼꦱ꧀）は、クレタ・アピ・インドネシア(PT KAI、インドネシア鉄道会社）が運営するスラカルタ(ソロ)のプルウォサリ駅からウォノギリ駅を結ぶ路線である。インドネシア共和国運輸省との共同プロジェクトとして補助金を受けて作られた通勤路線であり、以前はレールバス車両で運転されていた。ウォノギリ線とも呼ばれ、プルウォサリ・ウォノギリ・バトゥレトノ線を経由して運行される。
南スマトラ州のケルタラヤ・レールバスに次いでインドネシアで2番目のレールバス路線であったが、インドネシアで運行された最後のレールバスとなった。

## 由来
バタラ・クレスナという名前は、マハーバーラタのクルクシェトラの戦いの後、世界を救い真実を守る使命を負ったクリシュナ(クレスナ)に由来する。

## 歴史

### バタラ・クレスナ・レールバス時代（2011 - 2025）
インドネシア運輸大臣フレディ・ヌムニ氏により、ウェルクダラ二階建て観光バスと共に2011年7月26日にスラカルタで開通式が行われた。2012年8月5日からスコハルジョ駅 - ソロ・プルウォサリ駅 - ジョグジャカルタ(トゥグ)駅を結ぶ路線として運行開始した。しかし、パサールングター駅とウォノギリ駅間の鉄道橋の補強工事中だったため、当面はスコハルジョ駅までの暫定的な運行であった。
使用車両であるレールバスは発電機が頻繁に故障したため、2012年10月から度々運休となっていたが、2013年初頭頃には完全運休となった。車両は修理のためにPT INKAのマディウン工場へ運ばれている。ソロ・バラパン機関区に2015年まで留置されていたが、最終的にPT KAIが当路線の運行を再開することを決定し、1日2便でプルウォサリからウォノギリ間での運行を再開した。
2014年12月4日、PT KAIとスラカルタ市交通・通信・情報サービスによって試運転が行われた。計画によれば、2015年2月6日からソロ - スコハルジョ - ウォノギリ間で運行され、運賃はIDR 1,200.00 から IDR 4,000.00を想定した。2015年2月初旬にインドネシア運輸省は工事を2015年3月まで延期すると発表した。
2015年3月に入ると、レールバスは2015年3月11日に再開され、翌日12日から一般運行が再開されることが再度発表された。2015年3月11日にプルウォサリ駅でイグナシウス・ジョナン運輸大臣によってレールバスの開通式が行われ、正式に運行を再開した。
しかし、同年6月からレールバス車両の機器の不調により一時的に休車し車庫に留置された。これに対応してジョグジャカルタ地域事業部は、プランバナン・エクスプレスの予備編成であったMCW302形気動車を利用して、修理が完了するまでの二週間の間、運用代行を任せる措置を講じた。修理は完了し、2015年7月からはレールバス車両での運行へ戻されている。
当路線の独特な点としてユジャラン・スラメット・リヤディでの併用軌道区間があるが、路線の地形を考慮するとレールバス車両の保守作業が多いため、MH102形気動車(KRDI)やMCW302形気動車などのプランバナン・エクスプレスの予備編成で代行する機会が多い事である。
2019年6月末より、当路線の予備編成であったMCW302形気動車は、スラバヤでの検査列車への転用のために当路線での運用を撤退した。レールバス車両が故障した場合は、アディスマルモ国際空港線の予備車によって運行される。

### 気動車時代（2025年 - ）
PT KAIによる所要時間の短縮と、ソロ・コタ - ウォノギリ線の線路設備の改善完了に伴い、2025年2月1日より、バタラ・クレスナ・レールバスは、ケドゥン・セプール線から転用されたMCW302形気動車に最終的に置き換えられた。

## 駅一覧
| 駅番号           | 駅コード | 駅名                         | 接続路線 | 地域             | 地域         |
| ---------------- | -------- | ---------------------------- | --- | ---------------- | ------------ |
| BK 01 Y 10 AS 02 | PWS      | プルウォサリ Purwosari       | - 都市間鉄道 - KAIコミューター・ジョグジャカルタ線 - アディスマルモ国際空港線 - クルトゥク・ジャラダラ観光列車 - バティックソロトランス: コリドアー2 | スラカルタ(ソロ) | 中部ジャワ州 |
| BK 02            | STA      | ソロ・コタ Solo Kota         | クルトゥク・ジャラダラ観光列車 | スラカルタ(ソロ) | 中部ジャワ州 |
| BK 03            | SKH      | スコハルジョ Sukoharjo       | トランス・ジャテン | スコハルジョ県   | 中部ジャワ州 |
| BK 04            | PNT      | パサールングター Pasarnguter | | スコハルジョ県   | 中部ジャワ州 |
| BK 05            | WNG      | ウォノギリ Wonogiri          | トランス・ジャテン | ウォノギリ県     | 中部ジャワ州 |

## 車両

### INKA Railbus "Bathara Kresna"
当形式は、ジョグジャカルタ駅（ドゥグ駅）からミナンカバウ国際空港駅間の列車のために導入された車両である。PT INKA マディウン工場で落成し、車両は船便で12月9日にスラバヤのタンジュンペラ港から輸送され、12月24日から25日頃にテルク・バユルに到着予定である。2011年7月12日から試運転が行われ、バタラ・クレスナ線（ウォノギリ線）へ同年7月26日に運行が開始された。
| 編成         | 編成     | 編成     | 編成     | 配置           | 配置     |
| 編成名       | TeC      | T        | Tc       | 機関区名       | 電報略号 |
| ------------ | -------- | -------- | -------- | -------------- | -------- |
| K2 10 01編成 | K2 10 01 | K2 10 02 | K2 10 03 | ソロ・バラパン | SLO      |

#### 写真

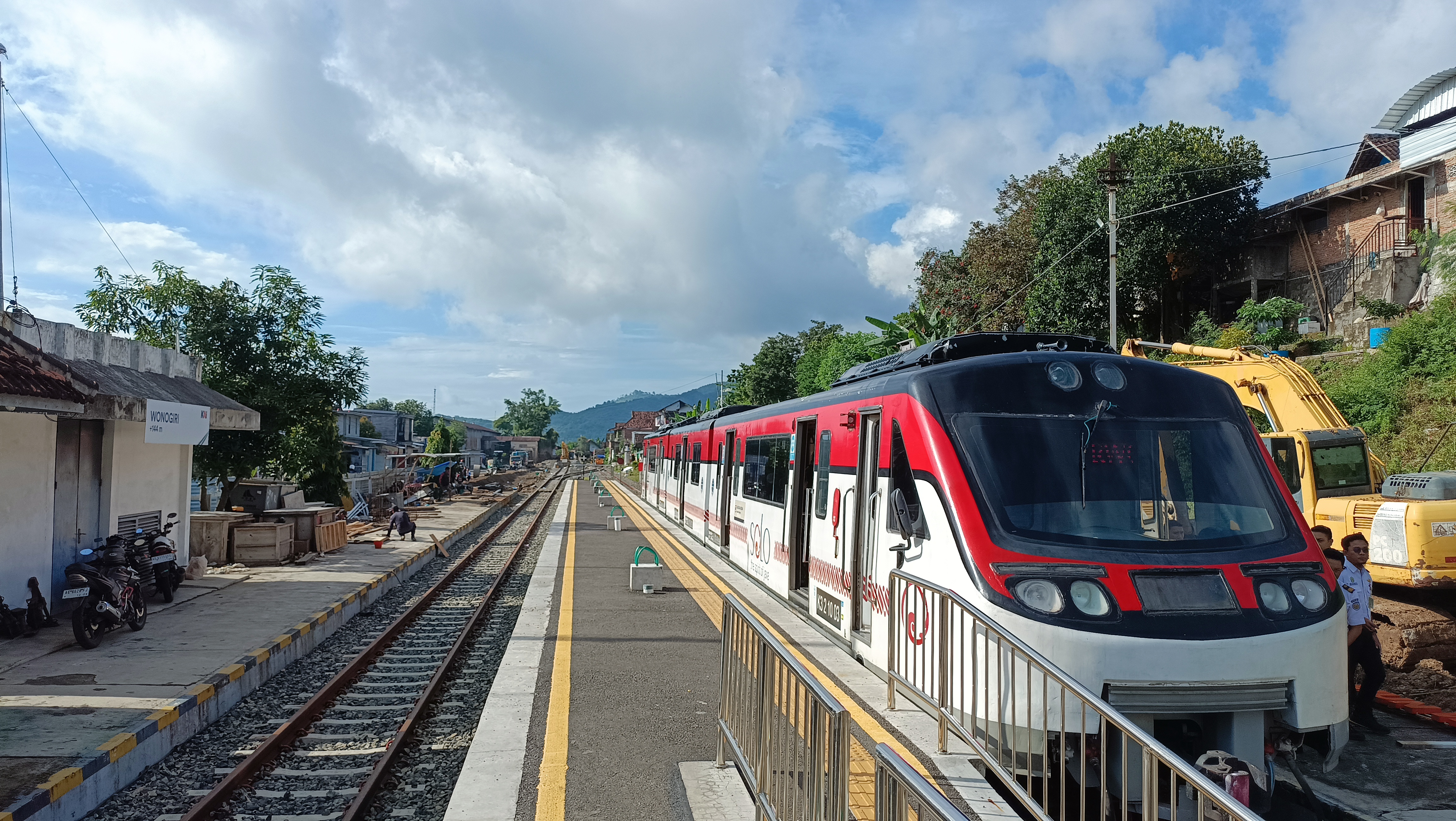
レールバス車両で運行されていた頃のバタラ・クレスナ線(ウォノギリ駅)
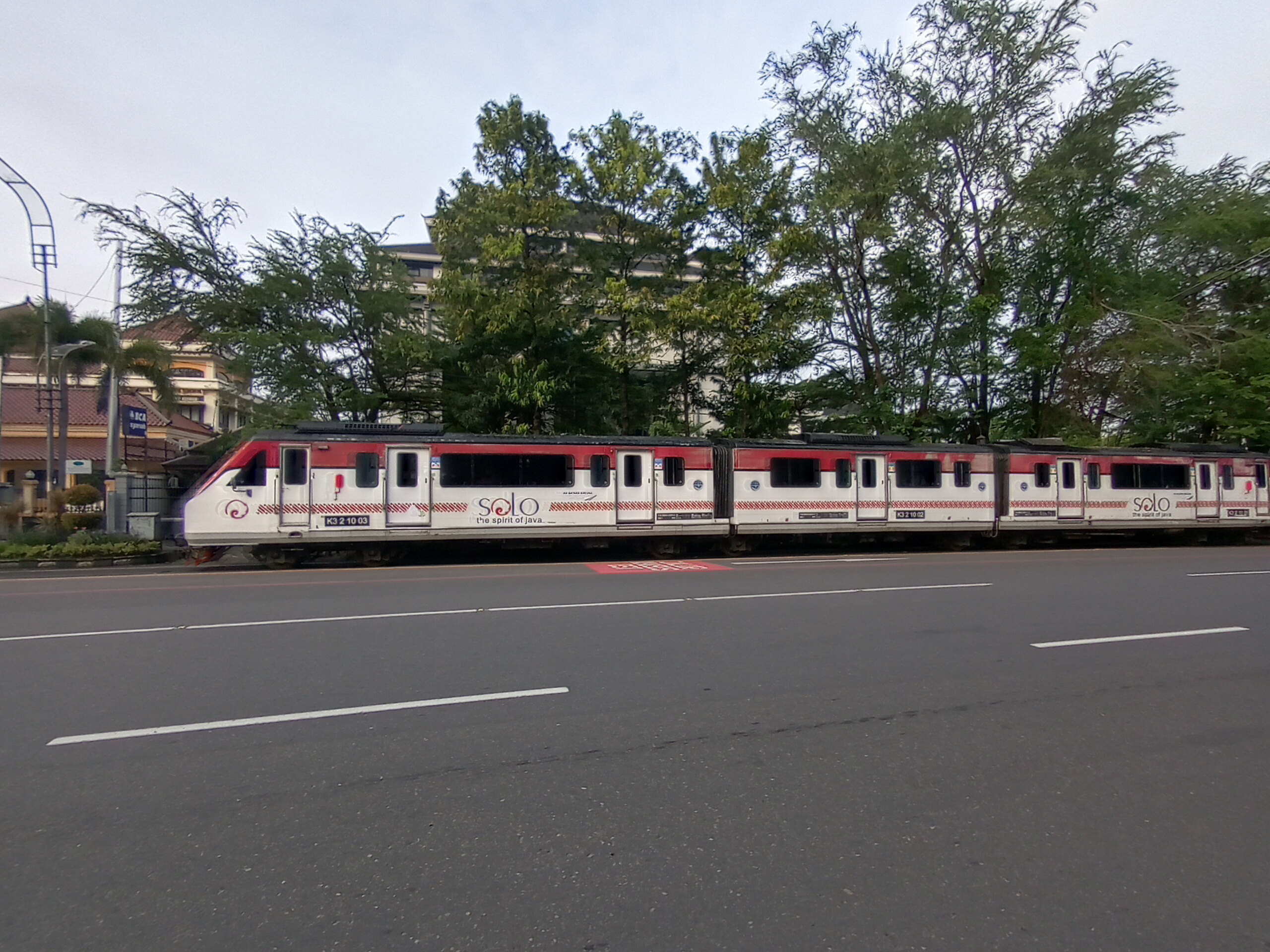
ユジャラン・スラメット・リヤディでの併用軌道を走るレールバス車両（動画）
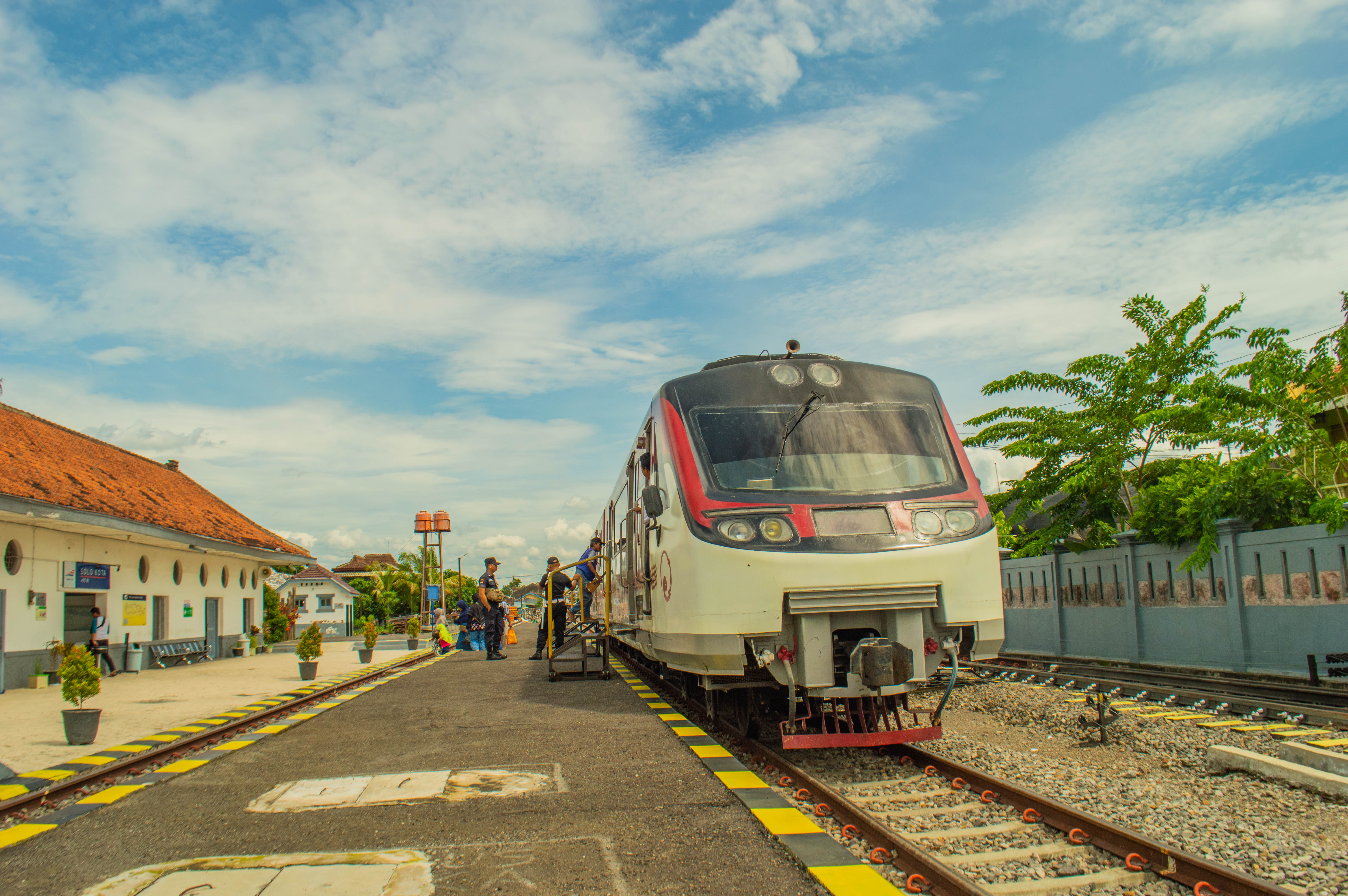
ユジャラン・スラメット・リヤディでの併用軌道を走るレールバス車両（写真）
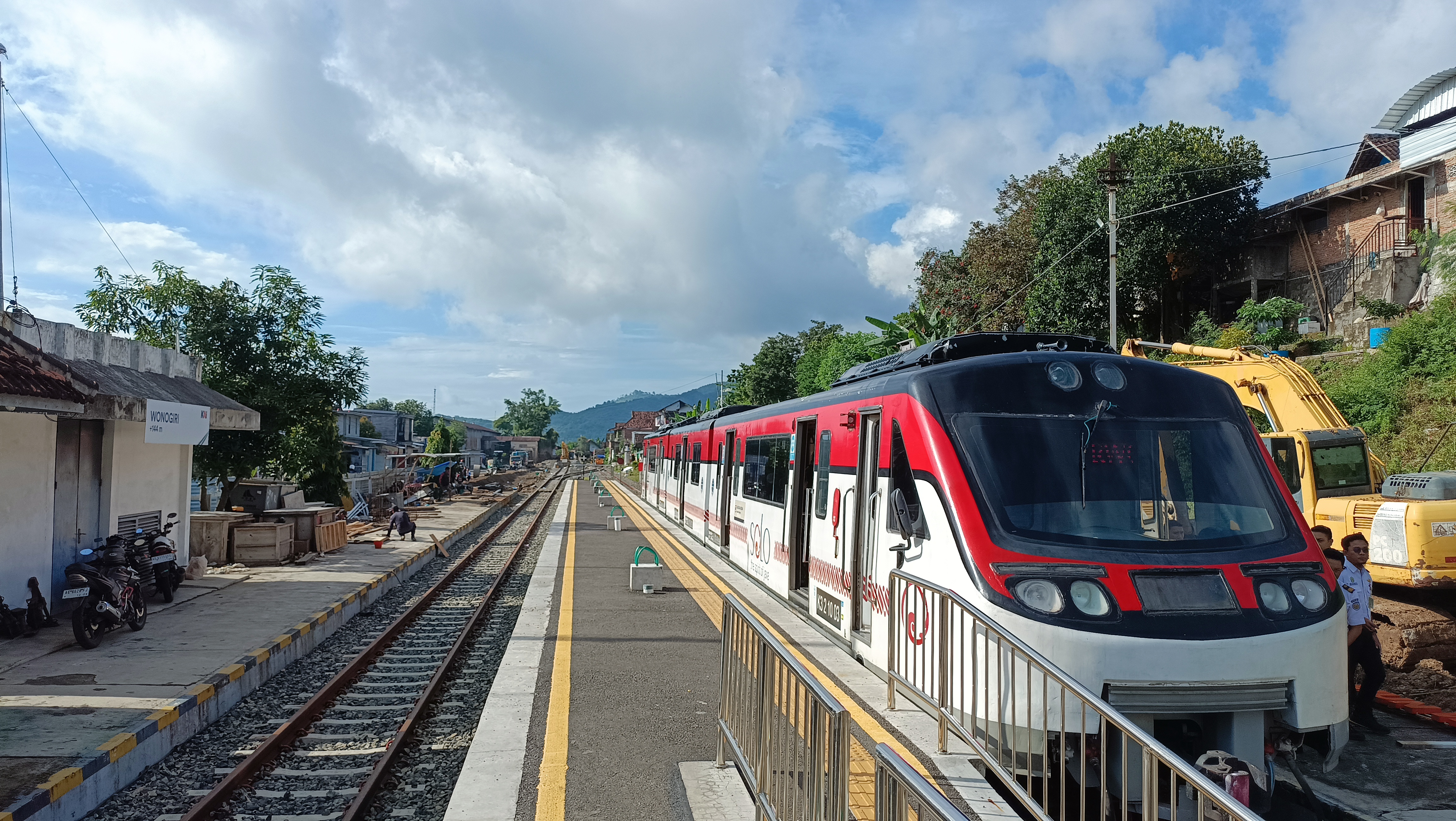
ソロ・コタ駅に停車中のレールバス車両
- ウォノギリ駅に停車中のレールバス車両
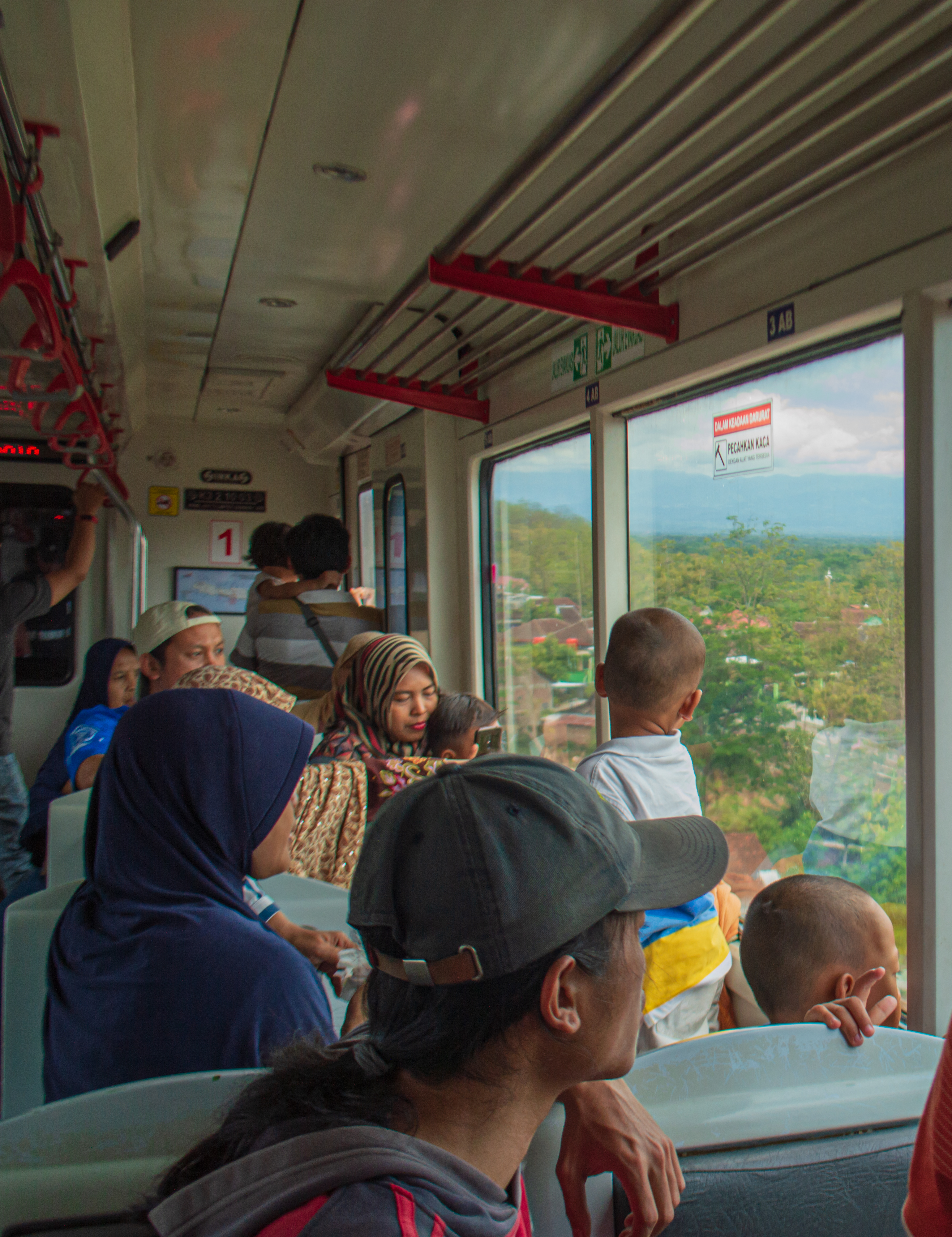
車内の様子
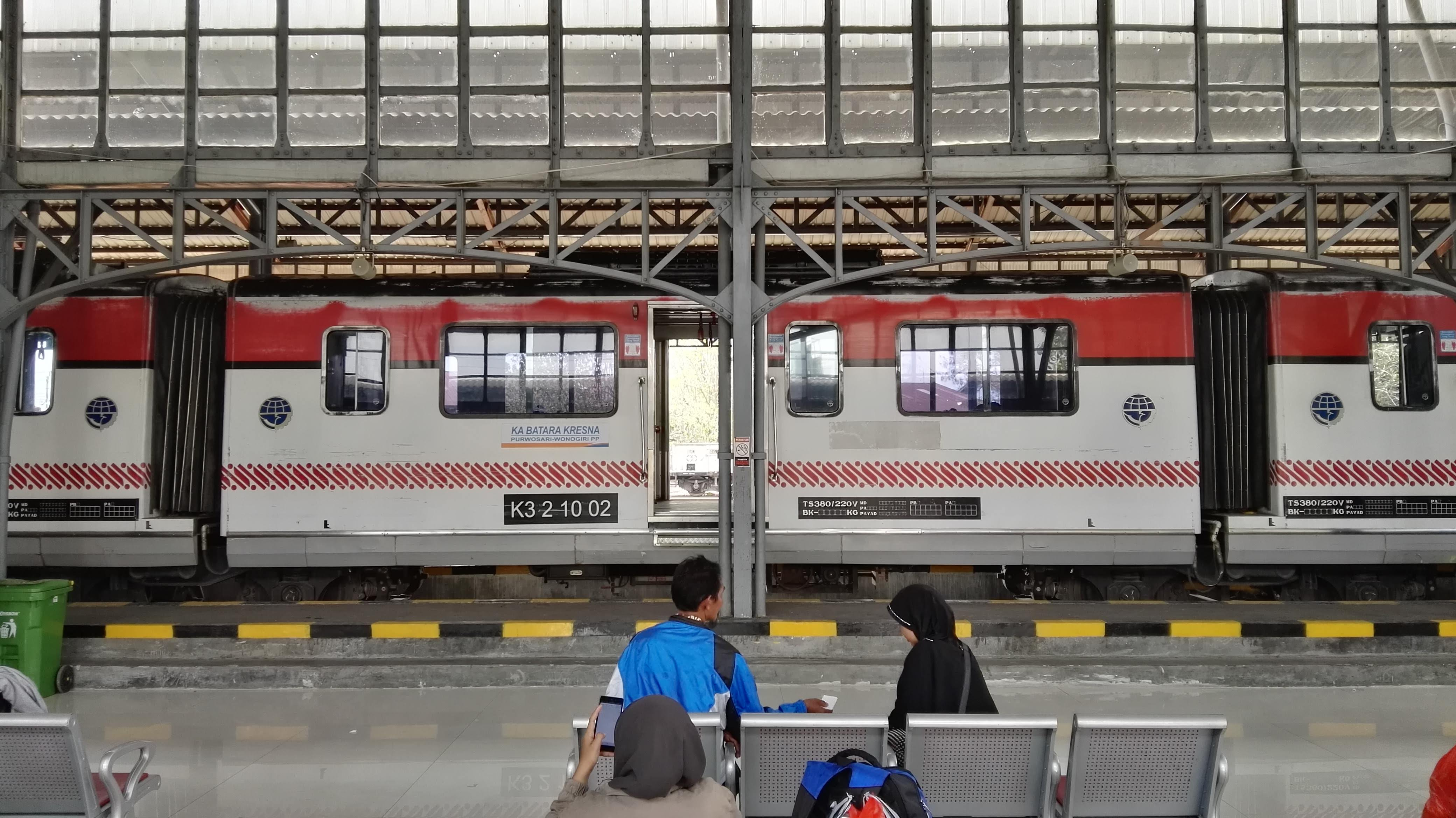
中間車両

### 現在の車両
- MCW302形気動車

| 編成            | 編成       | 編成       | 編成       | 編成       | 編成       | 編成       | 配置               | 配置     |
| 編成名          | 1          | 2          | 3          | 4          | 5          | 6          | 機関区名           | 電報略号 |
| --------------- | ---------- | ---------- | ---------- | ---------- | ---------- | ---------- | ------------------ | -------- |
| KA Kedung Sepur | K1 3 80 02 | K1 3 82 01 | K1 2 82 05 | K1 3 87 01 | K1 3 82 03 | K1 2 82 04 | スマラン・ポンコル | SMC      |

#### 写真

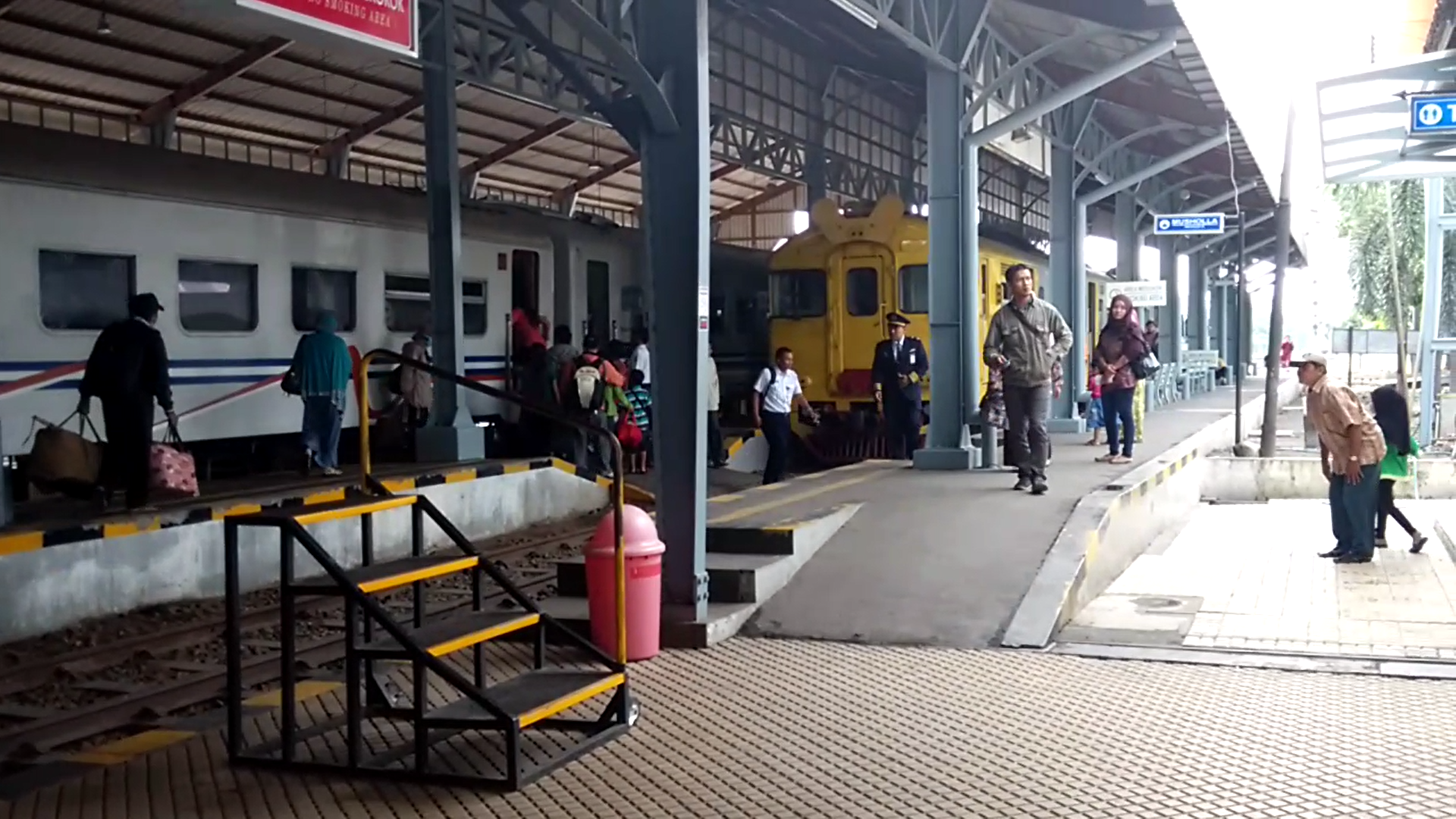
MCW302形気動車での運用代行

### 過去の車両（代走）
- MH102形気動車

## 備考
1. ↑  “Komisi V DPRD Sumsel Desak Pengaktifan Kembali Kertalaya untuk Mahasiswa Unsri - RMOLSUMSEL.ID”. web.archive.org (2024年4月22日). 2025年4月10日閲覧。
2. ↑  Home (2012年8月6日). “Railbus Batara Layani Sukoharjo-Solo-Yogyakarta”. Antara Jateng. 2025年5月20日閲覧。
3. ↑  Sodiq (Solo), Anggi Kusumadewi, Fajar (2014年7月5日). “Merugi, Railbus Solo-Wonogiri yang Diinisiasi Jokowi Dihentikan” (インドネシア語). www.viva.co.id. 2025年4月10日閲覧。
4. ↑  Tempo.Co. “Railbus Batara Kresna Dibiarkan Mangkrak | nusa | tempo.co” (英語). Tempo News 2025年4月10日閲覧。
5. ↑  “Kemenhub Tunda Pengoperasian Railbus di Solo-Wonogiri” (インドネシア語). Tribunjateng.com. 2025年4月10日閲覧。
6. ↑  Admin @1 (2025年2月10日). “KA Batara Kresna Ganti Rangkaian Mulai 1 Februari 2025” (英語). Kereta Api Kita. 2025年5月20日閲覧。
7. ↑  Ariawan, Agustinus. “Gantikan Railbus, Kereta Rel Diesel Batara Kresna Hanya Butuh Satu Jam Tempuh Solo-Wonogiri - Suara Merdeka Solo” (インドネシア語). Gantikan Railbus, Kereta Rel Diesel Batara Kresna Hanya Butuh Satu Jam Tempuh Solo-Wonogiri - Suara Merdeka Solo. 2025年4月10日閲覧。
8. ↑  Yogi, Khalid. “Hari Pertama Kereta Api Batara Kresna Jalan Kecepatan Tinggi. Solo - Wonogiri Cuma 1 Jam, Penumpang Penuh - Suara Merdeka Solo” (インドネシア語). Hari Pertama Kereta Api Batara Kresna Jalan Kecepatan Tinggi. Solo - Wonogiri Cuma 1 Jam, Penumpang Penuh - Suara Merdeka Solo. 2025年4月10日閲覧。
9. ↑  “Buku Informasi Direktorat Jenderal Perkeretaapian 2014 (PDF) (in Indonesian). Archived from the original (PDF) on 1 January 2020.”. 2025年4月27日閲覧。
10. ↑  “INKA” (英語). www.inka.co.id. 2025年5月8日閲覧。
11. ↑  “INKA” (英語). www.inka.co.id. 2025年5月8日閲覧。
12. ↑  NewsRoom. “Pekan Depan, Railbus Bandara Akan Sampai Di Padang - infoSumbar” (インドネシア語). infosumbar.net. 2025年5月20日閲覧。
13. ↑  Galih, Bayu (2011年7月12日). “Saingi Jakarta, Solo Operasikan Railbus” (インドネシア語). www.viva.co.id. 2025年5月8日閲覧。
14. 1 2  ““Grafik Perjalanan Kereta Api pada Jaringan Jalur Kereta Api Nasional di Jawa Tahun 2025 (PDF). Bandung: Kereta Api Indonesia (Persero). 2024-12-30. hlm. 1549. Diarsipkan dari versi asli (PDF) tanggal 2025-01-27 – via Direktorat Jenderal Perkeretaapian.”””. 2025年5月8日閲覧。